# The Suspect (1944)
The Suspect é um filme policial noir estadunidense de 1944, dirigido por Robert Siodmak para a Universal Pictures. O argumento é baseado no romance This Way Out de James Ronald.

## Elenco

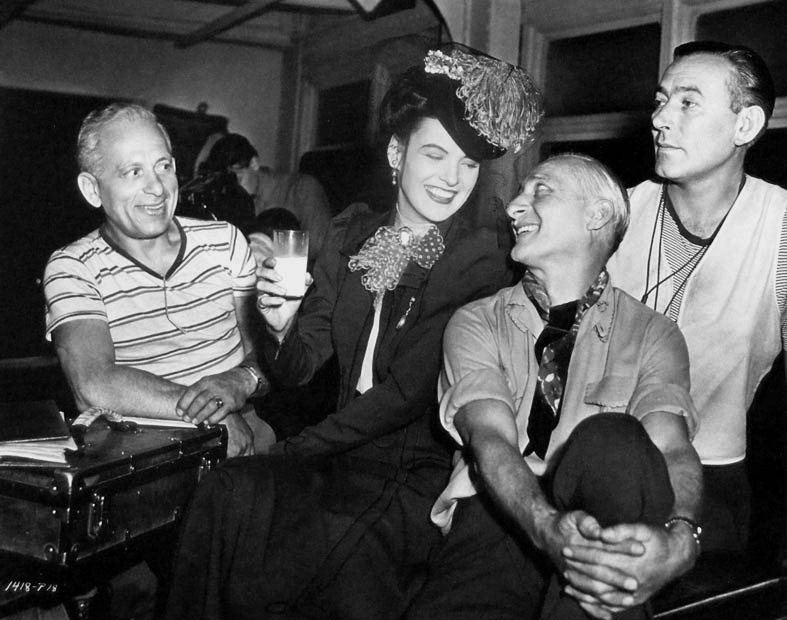
Ella Raines com os assistentes de câmera Robert Lazlo e Frank Heisler e o fotógrafo Paul Ivano no cenário de The Suspect

- Charles Laughton...Philip Marshall
- Ella Raines...Mary
- Dean Harens...John
- Stanley Ridges...Inspetor Huxley
- Henry Daniell...Simmons
- Rosalind Ivan...Cora
- Molly Lamont...Madame Simmons
- Raymond Severn...Merridew
- Eve Amber...Sybil
- Maude Eburne...Madame Packer
- Clifford Brooke...Senhor Packer

## Sinopse
Em 1902 na cidade de Londres, Philip Marshall é um pacato e bem educado contador que está com problemas familiares. A mulher megera Cora discutiu com o filho John e este deixou o lar. Furioso, Philip passou a dormir sozinho no antigo quarto do filho. Pouco depois, a humilde estenógrafa Mary vem até o escritório onde Philip trabalha e lhe pede um emprego. O homem nega dizendo não ter vagas mas posteriormente a recomenda para um outro lugar onde ela é aceita. Os dois se tornam amigos e depois iniciam um romance, sem que Philip conte ser casado. Mas quando Cora começa a segui-lo, Philip revela a verdade para Mary e cessa com os encontros e tenta voltar a vida pacata de antes. Mas as ameaças de Cora a ele e a Mary o deixam desesperado e aparentemente disposto a cometer atos criminosos. Quando a esposa sofre um acidente, ninguém suspeita dele exceto o Inspetor Huxley da Scotland Yard que começa a investigá-lo. O vizinho de Philip, o bêbado e vagabundo Simmons, fica sabendo das suspeitas da polícia e resolve tirar proveito, chantageando-o.

## Repercussão
O crítico de cinema Bosley Crowther escreveu (em tradução livre): "Outro estudo de um amigável camarada de meia-idade que comete assassinatos por desespero e tenta escondê-los, é oferecido em The Suspect ... The Suspect não é um filme sem brilho mas falta qualidade ou excitação de um bom melodrama. Numa palavra, é cavalheiresco. Henry Daniell, como o chantagista, e Rosalind Ivan, como a esposa exasperante, estão explêndidos, e Ella Raines é bem atraente como a segunda esposa. O que pode ser notado, contudo, que a escolha dela do Senhor Laughton como marido é estranha".
A equipe da revista Variety elogiou o filme. Eles escreveram "Nas competentes mãos de Charles Laughton, seu personagem se torna fascinante... Existe pouco de barulhento e nada de vilanesco comparado a papeis anteriores do ator. Ele nos dá uma impecável performance de um gentil cidadão cumpridor das leis. Como sua parceira está Ella Raines como a jovem estenografa que se casa com Laughton após ele ter enviuvado ".

## Adaptação
Em 1955, The Suspect foi dramatizado para a televisão norte-americana no programa Lux Video Theatre, estrelado por Robert Newton.